# Замлиння (гміна Тріщани)
Замлиння (пол. Zamłynie) — частина села у Неледів, Польща, розташованого у Люблінському воєводстві Грубешівського повіту, ґміни Тріщани.